# Gimécourt
Gimécourt település Franciaországban, Meuse megyében. Lakosainak száma 38 fő (2022. január 1.). Gimécourt Baudrémont, Kœur-la-Petite, Levoncourt és Villotte-sur-Aire községekkel határos.

## Népesség
A település népességének változása:
| Lakosok száma | 68   | 48   | 33   | 37   | 39   | 39   | 40   | 40   | 39   | 38   |
|               | 1968 | 1990 | 2006 | 2011 | 2015 | 2016 | 2018 | 2019 | 2021 | 2022 |